# Theodor Adrian von Renteln

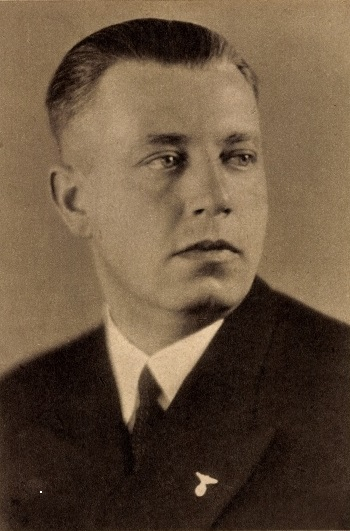
Theodor Adrian von Renteln

Theodor Adrian von Renteln (russ. Fjodor Fjodorowitsch von Renteln, * 15. September 1897 in Chodzy (Kreis Senny, Gouvernement Mogilew), Russisches Kaiserreich (heute Belarus); † unbekannt) war ein deutscher Journalist, Politiker (NSDAP) und Wirtschaftsfunktionär. Für die NSDAP arbeitete er vor allem zu Themen des Mittelstandes, insbesondere in Handwerk, im Handel und in genossenschaftlichen Organisationsformen. 1931/32 war er kurzzeitig Führer der Hitlerjugend. Während des Zweiten Weltkriegs war er als Generalkommissar in Litauen auf Seiten der Zivilverwaltung einer der Hauptverantwortlichen für die Ermordung der litauischen Juden.

## Leben
Renteln war, als ein Angehöriger des Adelsgeschlechts Renteln, deutschbaltischer Herkunft und besuchte zunächst von 1905 bis 1908 eine Vorbereitungsschule in Dannenberg, später auch ein deutsches Stadtgymnasium in Riga (von 1908 bis 1916, im letzten Jahrgang nach Dorpat evakuiert). Im Juli 1916 trat er ins Alexander-Lyzeum zu Sankt Petersburg, wurde aber bereits im Oktober desselben Jahres zum Militärdienst eingezogen. Nach dem Abschluss einer Kavallerie-Offiziersschule des Zaren Nikolai I. zu Petersburg, wurde von Renteln im Oktober 1917 zum Kornett der Reserve befördert und dem 11. Husaren-Regiment „Isjum“ zugeteilt. In den letzten Monaten dieses Jahres wurde das Regiment in der Ukraine stationiert. Im Frühjahr 1918 trat er in die ukrainische Hetman-Armee, wo er als Vertretungsoffizier im Stab der Heeresgruppe Eichhorn-Kiew diente.
Im Januar 1919 kam von Renteln nach Deutschland. Bis September 1919 wurde er in der Verwaltung des russischen Kriegsgefangenenlagers Quedlinburg angestellt, verbrachte dann mehrere Monate im Flüchtlingslager Helmstedt und im Baltenheim (Schloss Doberan). Von 1920 bis 1924 studierte von Renteln Volkswirtschaft und Rechtswissenschaft in Berlin und Rostock. Im Februar 1924 wurde er mit einer Arbeit über die Währung Lettlands zum Dr. rer. pol. promoviert.
Zwischen 1924 und 1929 arbeitete von Renteln als Kaffeehausmusiker und freier Journalist. 1928 leitete er die Hochschulgruppe Berlin des NS-Studentenbundes und trat zum 1. Januar 1929 in die NSDAP (Mitgliedsnummer 109.184) und die SA ein. Im November 1929 gründete er den zuvor seit 1927 nur in einzelnen Ortsvereinigungen bestehenden NS-Schülerbund (NSS) als reichsweite Organisation und stand ihm bis zum 16. Juni 1932 als Reichsführer vor. Zugleich war er als Wirtschaftsreferent in der Reichsleitung der NSDAP in München beschäftigt.
Am 1. November 1931 wurde von Renteln als Nachfolger Kurt Grubers vorübergehend auch Reichsführer der Hitlerjugend, bis Baldur von Schirach dieses Amt am 16. Juni 1932 übernahm. Von April 1931 bis 1933 war von Renteln auch hauptamtlicher Referent für Wirtschaftsfragen in der Reichsleitung der NSDAP und Leiter der Abteilung für Wirtschaftspolitik in der Hauptabteilung IV (Wirtschaft) der Reichsorganisationsleitung der NSDAP.
Im Jahr 1932 wurde er Mitglied des Reichstages, dem er bis 1945 angehören sollte. Von 1932 bis 1933 war er Führer des „NS-Kampfbundes für den Gewerblichen Mittelstand“. Am 3. Mai 1933 wurde er vom Reichsverband der Deutschen Industrie (RDI) zum neuen Vorsitzenden gewählt. Er war ab Mai 1933 Führer des Reichsstandes des deutschen Handwerks und des Reichsstandes des deutschen Handels sowie von Juni 1933 bis 1935 Präsident des Industrie- und Handelstages. Von 1933 bis 1935 war er Amtsleiter in der Reichsleitung der NSDAP und Präsident der Nationalsozialistischen Handwerks-, Handels- und Gewerbeorganisation (NS-HAGO), eine Gliederung der NSDAP (1933–1935), danach Teil der Deutschen Arbeitsfront (DAF). Von Renteln war in dieser Funktion maßgeblich an der Organisation der Kampagnen gegen die jüdischen Warenhäuser im Deutschen Reich beteiligt.
Der Reichsminister für Volksaufklärung und Propaganda Joseph Goebbels berief von Renteln im Oktober 1933 in den Verwaltungsrat des Werberats der deutschen Wirtschaft.
Im Juni 1935 wurde von Renteln von Robert Ley zum Stabsleiter der Deutschen Arbeitsfront ernannt und war seit Oktober 1935 Vorsitzender des Obersten Ehren- und Disziplinarhofes der DAF, dessen Aufgabe es war, den Beschwerdeweg innerhalb der Organisation zu regeln und „asoziale Elemente“ aus ihr zu entfernen. Zugleich leitete er im Zentralbüro der DAF das Hauptarbeitsgebiet Handel und Handwerk. Im März 1935 ernannte ihn Bernhard Rust zum Leiter des Instituts für angewandte Wirtschaftswissenschaft an der Universität Leipzig, wo 1936 auch Honorarprofessor wurde. Seit 1939 war von Renteln auch Mitglied der NS-Akademie für Deutsches Recht. 1940 wurde er „Hauptamtsleiter Handel und Handwerk in der Reichsleitung der NSDAP“.
Während des Zweiten Weltkrieges wurde er im Sommer 1941 Generalkommissar für Litauen im sogenannten Reichskommissariat Ostland. Als solcher war er auf Seiten der Zivilverwaltung der Hauptverantwortliche für die Ermordung der litauischen Juden in der Zeit der deutschen Besetzung. Nach der vernichtenden Niederlage der Wehrmacht im Sommer 1944 (→Operation Bagration) ordnete von Renteln am 3. Juli 1944 die Evakuierung der Stadt- und Gebietskommissariate Vilnius, Kaunas, Šiauliai und Panevėžys an. Dies beinhaltete auch den Abtransport oder die Sprengung der vorhandenen Industrieanlagen und Elektrizitätswerke. Zeitgleich versuchte er erfolglos die ungeordnete Flucht der litauischen Bevölkerung nach Westen zu verhindern.
1946 soll von Renteln in der Sowjetunion durch ein sowjetisches Militärtribunal zum Tode verurteilt und hingerichtet worden sein. Nach anderer Darstellung (Dieckmann, 1997) gelang ihm möglicherweise die Flucht nach Südamerika.

## Schriften
- mit Herbert von Obwurzer: Selbstversorgung (Autarkie) im Dritten Reich. Nationaler Freiheitsverl, Berlin 1933.
- Das Handwerk im nationalsozialistischen Wirtschaftsaufbau., o. O. 1933.
- Kaufmann – nicht Händler!. Bartholdy & Klein, Berlin (1934).